# The Forest (video igra)
The Forest je preživljavačka horor videoigra koju su razvili i objavili Endnight Games. Igra se odvija na zabačenom, pošumljenom poluotoku, gdje su igrački lik Eric Leblanc i njegov sin Timmy preživjeli u avionskoj nesreći. Igra sadrži nelinearni gameplay u okruženju otvorenog svijeta koje se igra iz perspektive prvog lica, bez zadanih misija ili zadataka, potičući igrača da samostalno donosi odluke za svoj opstanak. Nakon četverogodišnje beta faze ranog pristupa, igra je objavljena za Microsoft Windows u travnju 2018. i za PlayStation 4 u studenom 2018. Igra je bila komercijalni uspjeh, prodavši preko pet milijuna primjeraka do kraja 2018. godine. Nastavak, Sons of the Forest, je u izradi.

## Gameplay
U The Forest-u, igrači kontroliraju Erica LeBlanc-a i moraju preživjeti na šumovitom poluotoku u potrazi za njegovim sinom Timmyjem nakon razorne avionske nesreće. Igrači moraju preživjeti stvaranjem skloništa, oružja i drugih alata za preživljavanje. Naseljavaju poluotok, zajedno s raznim šumskim bićima, plemenom kanibalističkih mutanata, koji žive u selima na površini i u dubokim pećinama ispod poluotoka. Iako nisu uvijek neprijateljski raspoloženi prema igraču, njihovo uobičajeno ponašanje je agresivno, posebno tijekom noći.
Međutim, programeri su željeli da igrači postave pitanje je li kanibalističko pleme poluotoka neprijatelj igrača ili obrnuto. Na primjer, kada se prvi put susretnu s igračem, kanibali mogu oklijevati napasti i umjesto toga promatrati igrača iz daljine, pokušati komunicirati s igračem kroz obličja, i poslati ophodnju oko igračeve baze. U borbi redovito pokušavaju zaštititi jedni druge od ozljeda, uklanjaju baklje, okružuju igrača, skrivaju se iza zaklona, vuku ranjene plemenike na sigurno, drže se podalje, koriste taktičke odluke, ne šire se prekomjerno na nepoznati teritorij i povremeno se predaju iz straha. Također se boje požara, a ponekad će se suzdržati i od približavanja igraču ako se u blizini nalazi vatra ili baklja. Iako nema postavljenih misija, postoji neobavezni zaključak igre.
Kako igrač napreduje kroz igru i istražuje špilje ispod šumske površine, susretat će se sa sve bizarnijim mutacijama, uključujući deformirane bebe i mutante s nekoliko dodatnih dodataka. Igra također sadrži dnevni i noćni ciklus, s igračem koji može izgraditi sklonište i zamke, loviti životinje te sakupljati zalihe tijekom dana, a noću se braniti od mutanata.
Kao što se vidi u uvodu igre, igrač posjeduje vodič za preživljavanje kojoj je autor lik koji se može igrati, koja sadrži mnoge korisne savjete i opće informacije o preživljavanju u divljini. Vodič za preživljavanje je također kritičan jer omogućava igraču da izradi nacrte za različite strukture koje igraču mogu pomoći u preživljavanju. Igrač može odabrati izgraditi određenu strukturu, a zatim odabrati određeno mjesto na kojem će tu strukturu smjestiti u svijet. Jednom kad se postavi nacrt, igrač tada mora prikupiti potrebne resurse, poput štapova, kamenja, cjepanica, itd. Kako bi dovršio određenu strukturu. Igrač može birati između različitih građevina i zgrada u vodiču za preživljavanje. To uključuje osnovna skloništa za preživljavanje, drvene kabine, kućice na drvetu, platforme na drvetu, kao i prilagođene konstrukcije, koje igrač može izmijeniti u smislu veličine, oblika i položaja. Većina skloništa i zgrada koje igrač može izgraditi također imaju opciju za spremanje igre. Zapravo je ovo jedina dostupna metoda za spremanje, jer u igri ne postoji funkcija automatskog spremanja. Vodič za preživljavanje također nudi informacije o divljini poluotoka. Jednom kad igrač naiđe na prethodno nepoznatu vrstu životinje ili biljke, igrač ga bilježi te se pojavljuje u vodiču. Vodič također sadrži "popis obveza", koji sadrži opće ciljeve koje bi igrač trebao slijediti, kao što je gradnja skloništa ili istraživanje različitih špilja.
Igrač također posjeduje inventar kojemu se može pristupiti u bilo kojem trenutku igre. Bilo koji predmet koji igrač sakupi u svijetu pohranjuje se u inventar koji ima realističan dizajn te pokazuje gdje je svaki predmet pohranjen. Predmeti koji se mogu staviti u inventar uključuju alate, oružje, životinjsko meso, krzno i kože, bilje i cvijeće, mapu, kompas, kao i druge stvari. Inventar također uključuje sustav izrade. Izrada u igri temelji se na igračevom znanju o kombiniranju različitih komponenata u korisne predmete i alate. Na primjer, da bi izradio osnovnu sjekiru, igrač mora prikupiti i kombinirati štap, kamen, kao i uže. Jednom kada igrač skupi i postavi sve potrebne predmete na prostor za izradu, postat će vidljiva ikona zupčanika, koja ukazuje na to da je igrač sposoban izraditi određeni alat/oružje. U inventaru igrač također može odabrati da postavi dva željena predmeta/oružje za brzi odabir tako što će ih dodijeliti D-padu na PS4 kontroleru ili određenim tipkama na računalu.
Igrač također ima HUD prikaz na donjem desnom dijelu zaslona. HUD prikazuje ukupnu razinu života, energije, stamine, gladi, i žeđi igrača. Dostupna količina stamine izravno je povezana s količinom energije igrača. Glad se mjeri pomoću ikone koja prikazuje ljudski želudac, dok ikona žeđi prikazuje kapljicu vode. Voda se može dobiti iz različitih izvora, uključujući brojna jezera i rijeke prisutne u svijetu, iako je većina onečišćenih i može uzrokovati nuspojave igraču. Zagađena voda može se prokuhati kako bi se pročistila. Druga mogućnost je izgradnja kolektora za vodu koji skuplja kišnicu u kornjačinom kornjaču. Hranu se može dobiti od raznih životinja, biljaka, pa čak i drugih ljudi na svijetu.

## Priča
Igra započinje Ericom LeBlancom koji sjedi u zrakoplovu sa svojim sinom Timmyjem prije nego što se iznenada sruši na udaljeni, gusto pošumljeni poluotok. Eric i njegov sin uspijevaju preživjeti nesreću, ali dezorijentirani Eric nemoćno promatra kako Timmyja otima muškarac prekriven crvenom bojom prije nego što padne u nesvijest. Nakon buđenja u srušenom zrakoplovu, Eric izlazi u potragu za svojim sinom, ali ubrzo otkriva da su poluotok zauzeli divlji, kanibalistički mutanti i prisiljen se braniti od njih. Šuma sadrži tragove koji pomažu Ericu u pronalaženju otmičara njegovog sina, kojeg se rijetko može vidjeti u daljini kako promatra Erica, ali pobjeći će ako mu se približi. Većina tragova koji vode do Timmyja nalaze se u špiljskom sustavu ispod poluotoka.
Na kraju, Eric otkriva napušteni kompleks podzemnih laboratorija u vlasništvu Sahara Therapeutics-a, velike istraživačke tvrtke odgovorne za eksperimentiranje s bićima na poluotoku. Po ulasku u laboratorij, Eric pronalazi osoblje laboratorija mrtvo i otkriva da su proučavali artefakt nazvan "Resurrection Obelisk" (Obelisk Uskrsnuća). Stvoren od misteriozne skupine zvane "The Ancient Ones" (Drevni), artefakt ima moć vratiti mrtve u život, ali zahtijeva žrtvu djeteta. Istražujući laboratorije, Eric saznaje da je otmičar njegovog sina, dr. Matthew Cross, bio istraživač u toj ustanovi prije nego što je kćer Megan izgubio od "Armsyja", mutanta s nekoliko ruku. Izluđen Meganinom smrću, Cross je pribjegao korištenju artefakta za oživljavanje Megan i oteo Timmyja da ga koristi kao žrtvu. Eric na kraju pronalazi Obelisk Uskrsnuća i otvara ga samo kako bi pronašao Timmyjevo tijelo, kojega je Cross već žrtvovao da bi vratio Megan.
Unatoć tome da je prekasno spasio sina, Eric ubrzo otkriva Crossa mrtvog i da je oživljena Megan mutirala u agresivno, kanibalističko čudovište. Eric se suočava s djetetom, koje mutira dalje prije nego što ga napadne. Eric ubija mutiranu Megan i pokušava njezinim tijelom uskrsnuti Timmyja, ali postupak je neuspješan jer je potrebna živa žrtva. Eric tada dolazi do najviše točke u objektu i otkriva drugi artefakt poznat kao "Power Obelisk" (Obelisk Snage), koji funkcionira kao vrsta EMP uređaja sposobnog srušiti zrakoplove kad se aktivira, što implicira da ga je Cross ranije koristio za izazivanje pada zrakoplova kako bi pronašao žrtvu. Eric se tada suočava s odlukom aktiviranja artefakta ili isključivanja istog.
Igra ima dva završetka. U prvom Eric koristi drugi artefakt da bi izazvao još jednu zrakoplovnu nesreću, namjeravajući pronaći žrtvu djeteta kako bi Timmyja vratio u život. Godinu dana kasnije, Eric i njegov uskrsli sin očito su spašeni i pozvani su u talk show za promociju Ericove knjige, bilježeći njegova iskustva na poluotoku. Međutim, tijekom emisije Timmy se sruši i počne se snažno tresti, što implicira da prolazi kroz iste mutacije koje su utjecale i na Megan. Ako se igrač približi Timmyju, na kraju će se povući iz njega. Ako se to učini, igrač će uzeti perspektivu Timmyja, koji je sada puno stariji, prikupljajući informacije o poluotoku i "Site 2" (Mjesto 2) za nepoznatu svrhu, istovremeno pokušavajući suzbiti njegove mutacije. U drugom kraju, Eric isključuje artefakt i štedi živote svih u avionu, po cijenu da Timmy ostane mrtav. Eric tada napušta objekt i spali Timmyjevu fotografiju, odlučivši ostati sam na neodređeno vrijeme na poluotoku.

## Razvoj
The Forest je nadahnut kultnim filmovima kao što su The Descent i Cannibal Holocaust te videoigrama poput Don't Starve, i prihvaćena je kao dio Steam Greenlight- a 2013. Kanadski programeri Endnight Games rekli su da je Disney bio inspiracija za igru, komentirajući kako ne žele da cijela igra bude u potpunosti "mračna i depresivna". Igra se razvija kako bi bila kompatibilna s Oculus Rift-om za virtualnu stvarnost. Nakon dodavanja kooperativne opcije tijekom razvoja, tim je izjavio da želi da se igra kloni masivnog multiplayer osjećaja drugih igara, kao što su DayZ i Rust.
Razvojni tim ima iskustva s filmskim vizualnim efektima, radeći na filmovima poput The Amazing Spider-Man 2 i Tron: Legacy. Početni proračun za igru iznosio je 125.000 USD. Igra je prvi put objavljena za Microsoft Windows putem ranog pristupa 30. svibnja 2014. prije nego što je službeno objavljena 30. travnja 2018. Kasnije je objavljena za PlayStation 4 6. studenog 2018. Igra je izgrađena pomoću Unity motora za igre.

## Recenzije
Igra je dobila pozitivne kritike tijekom razdoblja ranog pristupa.

## Vanjske poveznice
- Službena stranica
- Službeni wiki